# Cratichneumon popofensis
Cratichneumon popofensis là một loài tò vò trong họ Ichneumonidae.